# Distretto di Kho Wang
Il distretto di Kho Wang (in thailandese: ค้อวัง) è un distretto (amphoe) della Thailandia, situato nella provincia di Yasothon.